# Evergreen FC
El Evergreen FC es un equipo de fútbol de los Estados Unidos que milita en la USL League Two, la cuarta división de fútbol en el país.

## Historia
Fue fundado en el año 2016 en la ciudad de Leesburg, Virginia con el fin de utilizar los sistemas utilizados por equipos europeos para maximizar el desarrollo del futbolista desde sus inicios y hacerlos competitivos en todo momento.
El club fue uno de los equipos de expansión en la antiguamente conocida USL PDL para la temporada 2016.

## Entrenadores
- Ian Bishop (2016-)[3]